# Flora of Australia
Flora of Australia (en español, Flora de Australia) es una obra colaborativa, de muchos volúmenes, que provee una descripción uniforme de las plantas de Australia, con claves de identificación, ilustraciones de la mayoría de los géneros y especies y mapas de distribución de la mayoría de los taxa. 
Existen tres obras separadas que componen Flora of Australia, las cuales pueden ser consultadas en sus propios sitios web: «Flora of Australia Online», (para los seis estados australianos y las islas más cercanas al continente), «Flora of Australia Online: Norfolk and Lord Howe Islands» (cubre los islotes del Admiralty Group y Pirámide de Ball y las Isla  Blackburn, Isla de Lord Howe, Isla Mutton Bird, Isla Nepean, Isla Norfolk e Isla Philip) y «Flora of Australia Online: Oceanic Islands excluding Norfolk and Lord Howe Islands» (incluye Ashmore Reef, Islas Ashmore y Cartier, Isla de Navidad, Islas Cocos, Islas del Mar del Coral, Islas Heard y McDonald e Isla Macquarie).
Las descripciones de las especies son escritas y revisadas por expertos internacionales sobre la familia botánica en cuestión, y están basadas en especímenes de herbario suplementados con la revisión de la literatura. El tratamiento de cada especie incluye el nombre científico y el nombre común, la descripción taxonómica, las claves de identificación, los mapas de distribución, la sinonimia pertinente, los números cromosómicos, la fenología, los usos etnobotánicos y la toxicidad, además de otra información biológica relevante.